# Il club antioccupazione delle nonnine infuriate
Il club antioccupazione delle nonnine infuriate è un documentario di Iwajla Klinke del 2006, prodotto dalla Ogniana Film.
Il film narra le vicende di quattro ottantenni israeliane che da molti anni combattono per la liberazione dei prigionieri politici palestinesi nelle carceri israeliane.
Selezionato alla 42ª Mostra Internazionale del Nuovo Cinema di Pesaro, alla 30ª Mostra Internacional de Cinema em São Paulo, al XII Medfilmfestival di Roma, al Borderlands di Bolzano e al Mediterraneo Film Festival di Oristano, dove ha vinto due premi.

## Trama
Il film narra le vicende della settantaseienne Hava e delle sue amiche, quattro ottantenni israeliane che hanno in comune non solo età e provenienza - l'Europa, lasciata ai tempi del nazismo per sfuggire all'olocausto - ma anche l'impegno politico per i diritti dei palestinesi. Nei panni delle Raging Grannies (nonnine arrabbiate) scrivono testi e musica rivoluzionari, manifestano davanti ai checkpoint e partecipano a cortei di protesta.

Un tempo soldato della Haganah e sionista convinta, Hava oggi si impegna nella lotta per la libertà dei prigionieri per motivi politici nelle carceri di Israele.

Pnina, sin dalla fine degli anni 30, è attivista del movimento comunista, visita settimanalmente i territori occupati insieme ad un gruppo di medici; mentre Tamar, che ha iniziato una nuova vita come avvocato all'età di 60 anni, difende i prigionieri palestinesi di fronte al tribunale militare israeliano.

Jakov, marito di Hava, da parte sua costruisce macchine microcosmiche, abitate da minuscoli troll, che rappresentano una teoria molto particolare sull'occupazione e conquista.